# Euphorbia ammak
Euphorbia ammak es una especie suculenta de porte arbóreo del género Euphorbia que se distribuye por Arabia Saudita y Yemen. Vegeta en zonas arbustivas entre los 1000 y 1500 m s. n. m.

## Taxonomía
Euphorbia ammak fue descrito por Georg August Schweinfurth y publicado en Bulletin de l'Herbier Boissier 7: 319. 1899.
Etimología
Euphorbia: nombre genérico que deriva del médico griego del rey Juba II de Mauritania (52 a 50 a. C. - 23), Euphorbus, en su honor – o en alusión a su gran vientre – ya que usaba médicamente Euphorbia resinifera. En 1753 Carlos Linneo asignó el nombre a todo el género.
ammak: epíteto